# Rusland ved sommer-OL 2012
Rusland deltog ved Sommer-OL 2012 i London som blev arrangeret i perioden 27. juli til 12. august 2012.

## Medaljer
| 2012 London | Guld | Sølv | Bronze | Total |
| Rusland     | 24   | 26   | 32     | 82    |